# Bård Guttormsson
Bård Guttormsson de Rein (né vers 1150, est mort 3 avril 1194), est un Lenderman,  fils du Lenderman Guttorm Åsulvsson de Rein dans Trøndelag et de Sigrid Torkjell.

## Origine
Bård Guttormsson est un des chefs de la faction Birkebeiner. Il a pour ancêtres : Sigurd Syr ,Skúli  Kongsfostre , Thorberg Arnason , Tord Foleson , Erling Skjalgsson , Einar Tambarskjelve et Hakon l'ancien.
En effet Snorri Sturluson précise dans la saga du roi Harald Hardråde en évoquant Skúli Kongsfostre
c'est-à-dire le « Père adoptif  »  que « le roi Olav lui donna en mariage sa parente Gudrun Nefsteinsdatter; sa mère était Ingerid, fille du roi Sigurd Syr et d'Åsta; Ingerid  était la sœur du roi Olav le Saint et du roi Harald. Le fils de Skúli  et de Gudrun fut Åsolf de Rein [à Rissa, dans le Sør-Trøndelag]. Il épousa Tora, fille de Skapti Ögmundarson. Le fils de Åsolf et de Thora fut Guttorm de Rein, père de Bård, père du roi Inge Bårdson et du duc Skúli »

## Biographie
Les Böglunga sögur présentent Bard Guttormsson en ces termes « Il était très riche, beau, doux et calme, et est resté bien. » Dans la Sverris saga il est souvent mentionné, mais il n'est possible que de citer une seule de ses actions personnelle, lorsqu'il tue Vidkun Erlingsson à Bjarkøy.  Bård Guttormsson est mentionné pour la première fois en 1181 comme Lendmann. Il participe ensuite à la bataille de Nordnes. À partir de 1181, le roi Sverre reçoit le soutien de Bård Guttormsson qui devient l'un des plus importants partisans du roi. Sa situation éminente semble avoir influencé plus tard les habitants du Trøndelag lorsque son fils Inge Bardsson, est choisi comme roi par les Birkebeiner, en effet comme fils de Bard Guttormsson il est issu des anciens dynastes du Trøndelag et  Jarls de Lade comme Einar Tambarskjelve. Le soutien d'un magnat comme Bård de Rein doit avoir été crucial pour que Trøndelag accepte le roi Sverre.
Bård était veuf de sa première épouse Ulvhild lorsque selon la saga de Sverre il rencontre  Cécilia Sigurdsdatter la sœur du prétendant qui s'était enfuie de chez son mari Folkvid le Lögsögumad du Värmland  « car elle l'aimait un peu ». Sverre de son côté désespérait de rallier le Trondelag à sa cause, et il semble qu'il ait organisé la rupture de l'union entre Cecilia et Folkvid afin
de favoriser  sa relation avec Bard. Toutefois leur mariage rencontre une forte opposition du clergé très défavorable à Sverre il ne semble finalement avoir eu lieu qu'après la bataille de Fimreite en 1184. Lors de la bataille de Florvåg à Askøy contre les « Insulaires », « Eyjarskeggjar ou Øyskjegger » en 1194, Bård est blessé et meurt peu après à Bergen. Son corps est inhumé dans l'église du Christ d'Holmen à Bergen.

## Unions et postérité
Bård contracte donc trois unions :
1) Ulvhild Pålsdatter.
- sans postérité

2) Cécilia Sigurdsdatter (morte vers 1186).
- Inge Bårdsson, futur roi de Norvège

3) Ragnfrid Erlingsdatter
- Skúli Bárdarson, le futur  premier duc de Norvège, Ingeborg Bårdsdatter de Rein et trois autres fils : Sigurd, Åsolf et Guttorm[4]

## Source
(no) Narve Bjørgo, « Bård Guttormsson På Rein », Norsk biografisk leksikon, consulté le 12 janvier 2018.